# Condado de Fuentes de Valdepero
El condado de Fuentes de Valdepero es un título nobiliario español creado por el rey Felipe II en 1572 a favor de Juana de Acevedo y Fonseca, señora de Cambados y Fuentes de Valdepero. Su nombre hace referencia al municipio castellano de Fuentes de Valdepero. 

## Condes de Fuentes de Valdepero
|                        | Titular                                              | Periodo                |
| Creación por Felipe II | Creación por Felipe II                               | Creación por Felipe II |
| ---------------------- | ---------------------------------------------------- | ---------------------- |
| I                      | Juana de Acevedo y Fonseca                           | 1572-1610              |
| II                     | Manuel Alonso de Zúñiga Acevedo y Fonseca            | 1610-1653              |
| III                    | Inés de Zúñiga Ayala y Guzmán                        | 1653-1710              |
| IV                     | Catalina de Haro y Guzmán                            | 1710-1733              |
| V                      | María Teresa Álvarez de Toledo y Haro                | 1733-1755              |
| VI                     | Fernando de Silva y Álvarez de Toledo                | 1755-1776              |
| VII                    | María Teresa de Silva                                | 1776-1802              |
| VIII                   | Carlos Miguel Fitz-James Stuart y Silva              | 1802-1835              |
| IX                     | Jacobo Fitz-James Stuart y Ventimiglia               | 1847-1881              |
| X                      | Carlos María Fitz-James Stuart y Portocarrero        | 1882-1901              |
| XI                     | Jacobo Fitz-James Stuart y Falcó                     | 1902-1953              |
| XII                    | María del Rosario Cayetana Fitz-James Stuart y Silva | 1955-2014              |
| XIII                   | Carlos Fitz-James Stuart y Martínez de Irujo         | 2015-hoy               |

## Historia de los condes de Fuentes de Valdepero
- Juana de Acevedo y Fonseca (m. 1 de agosto de 1610), I condesa de Fuentes de Valdepero. Era hija de Elvira de Acevedo y de Diego de Acevedo y Fonseca (m. 1558), «oficial de la casa de los reyes Carlos V y Felipe II, mayordomo y tesorero general de la Corona de Aragón»[1]  —hijo de Alonso de Fonseca y Ulloa, arzobispo de Santiago de Compostela y de Toledo, y de Juana Pimentel—.[2] Juana otorgó testamento el 2 de septiembre de 1609 y un codicilio el 31 de julio de julio de 1610 a la víspera de su muerte.[3]

Casó en primeras nupcias con su pariente, Francisco de Fonseca y Toledo, señor de Coca y Alaejos, de quien se divorció a los dos años. Contrajo un segundo matrimonio en 1572 con Pedro Enríquez de Acevedo, con licencia y el beneplácito del rey Felipe II quien, con motivo de la boda, les concedió el título de condes de Fuentes de Valdepero. Sin descendencia, le sucedió su sobrino, hijo de Gaspar de Zúñiga Acevedo y Velasco, V conde de Monterrey, y de Inés de Velasco y Aragón:
- Manuel Alonso de Zúñiga Acevedo y Fonseca (1586-22 de marzo de 1653), II conde de Fuentes de Valdepero y VI conde de Monterrey, grande de España,[5] virrey de Nápoles, embajador en Roma, miembro del Consejo de Estado y presidente del Consejo de Italia.[5]

Casó con Leonor María de Guzmán (m. 1654), hija de Enrique de Guzmán, II conde de Olivares, y de María Pimentel y Zúñiga. Sin descendencia. Le sucedió su sobrina.
- Inés Francisca de Zúñiga Ayala y Guzmán (m. 10 de mayo de 1710), III condesa de Fuentes de Valdepero, VII condesa de Monterrey,[5] grande de España, IV condesa de Ayala,[7] II marquesa de Tarazona[7][8] y IX marquesa de la Mota.[7] Era hija de Fernando de Toledo Fonseca y Ayala, II conde de Ayala, virrey de Sicilia, señor de Villoria y Doncos, y de su primera esposa, Isabel de Zúñiga y Fonseca Claerhout y Acevedo,[8] I marquesa de Tarazona.[9]

Casó en 1657 con Juan Domingo de Haro y y Fernández de Córdoba (1640-1716), también llamado Juan Domingo de Haro y Guzmán, gobernador de los Países Bajos, ministro plenipotenciario ante Holanda y comendador de Castilla en la Orden de Santiago  No tuvieron descendencia, por lo que sucedió su sobrina:
- Catalina de Haro y Guzmán (13 de marzo de 1672-2 de noviembre de 1733),[10] IV condesa de Fuentes de Valdepero, VIII condesa de Monterrey,[5] VIII marquesa del Carpio,[8] III duquesa de Montoro, VI condesa-duquesa de Olivares, IV marquesa de Eliche, IV condesa de Morente y señora de Adamuz y Pedro Abad.[10]  Era hija única de Gaspar de Haro y Fernández de Córdoba —de quien heredó sus títulos—, y de su segunda esposa, Teresa Enríquez de Cabrera y Toledo.[10]

Casó el 28 de febrero de 1688 con Francisco Álvarez de Toledo y Silva (20 de febrero de 1662-22 de marzo de 1739), X duque de Alba, XII conde de Osorno, etc. El condado de Monterrey, como resultado de este matrimonio, recayó en la Casa de Alba. Le sucedió su hija:
- María Teresa Álvarez de Toledo y Haro (1691-22 de enero de 1755), V condesa de Fuentes de Valdepero, IX condesa de Monterrey, grande de España,[5] XI duquesa de Alba,[12], XIII condesa de Lerín,  XII condesa de Osorno, IV marquesa de Tarazona, etc.

Casó el 8 de julio de 1714 con Manuel de Silva Mendoza, X conde de Galve.} Le sucedió su hijo:
- Fernando de Silva y Álvarez de Toledo, (Viena, 27 de octubre de 1714-15 de noviembre de 1776), VI conde de Fuentes de Valdepero, X Conde de Monterrey,[13] grande de España y XII duque de Alba,[12] V marqués de Tarazona, etc., capitán general de los Reales Ejércitos, mayordomo mayor, decano del Consejo de Estado, director de la Real Academia Española y caballero de la Orden del Toisón de Oro.[14]

Casó el 11 de octubre de 1731 con María Manuela Bernarda de Toledo y Portugal, X duquesa de Huéscar. Le sucedió su nieta, hija de Francisco de Paula de Silva y Álvarez de Toledo, que falleció antes que su padre en 1733, y de su esposa, María del Pilar Ana de Silva y Sarmiento de Sotomayor.
- * María Teresa de Silva, también llamada María Pilar Teresa Cayetana de Silva y Silva Álvarez de Toledo,[15] (Madrid, 1762-23 de julio de 1802), VII condesa de Fuentes de Valdepero, XI condesa de Monterrey,[5] grande de España y XIII duquesa de Alba,[14] VII marquesa de Tarazona, etc.

Casó con su  primo, José María Álvarez de Toledo y Guzmán, XV duque de Medina Sidonia.  Sin descendencia, le sucedió su sobrino:
- Carlos Miguel Fitz-James Stuart y Silva (Madrid, 19 de julio de 1794-7 de octubre de 1835), VIII conde de Fuentes de Valdepero, XII conde de Monterrey,[15] grande de España, XIV duque de Alba, XVIII condado de Lemos,[17] XIII marqués de Tarazona, etc.[15] y prócer del Reino.[14] hijo de Jacobo Felipe Fitz-James Stuart zu Stolberg-Gedern  y de María Teresa de Silva-Fernández de Híjar y de Palafox.[17]

Casó el 15 de febrero de 1817 con Rosalía de Ventimiglia y Moncada (1798-1868). Le sucedió su hijo:
- Jacobo Fitz-James Stuart y Ventimiglia (Palermo, 3 de junio de 1821-10 de julio de 1881), IX conde de Fuentes de Valdepero, XIII conde de Monterrey,[5] grande de España, XV duque de Alba, IX marqués de Tarazona, etc. y senador.[14]

Casó con el 14 de febrero de 1844 con Francisca de Sales Portocarrero y Kirkpatrick, IX condesa de Montijo.  Le sucedió su hijo:
- Carlos María Fitz-James Stuart y Portocarrero (Madrid, 4 de diciembre de 1849-13 de octubre de 1901), X conde de Fuentes de Valdepero, XIV conde de Monterrey,[18] grande de España, XVI duque de Alba, X marqués de Tarazona, etc.,[18] senador, caballero del Toisón de Oro,[14] etc.

Casó el 10 de diciembre de 1877 con María Rosario Falcó y Osorio, XXI condesa de Siruela. El 9 de septiembre de 1902 sucesió su hijo:
- Jacobo Fitz-James Stuart y Falcó (Madrid, 17 de octubre de 1878-24 de septiembre de 1953), XI conde de Fuentes de Valdepero,'XV conde de Monterrey',[18] grande de España, XVII duque de Alba, XI marqués de Tarazona,  XX conde de Villalba, II duque de Huéscar, etc.[18] ministro de Estado e Instrucción Pública, director de la Real Academia de la Historia, embajador en Londres, senador y caballero del Toisón de Oro, etc.[14]

Casó el 7 de octubre de 1920, en Londres, con María del Rosario de Silva y Gurtubay, X marquesa de San Vicente del Barco. El 18 de febrero de 1955 sucedió su hija:
- Cayetana Fitz-James Stuart (Madrid, 28 de marzo de 1926-Sevilla, 20 de noviembre de 2014),  XII condesa de Fuentes de Valdepero, XVI condesa de Monterrey,[5] grande de España, XVIII duquesa de Alba,[14] XII marquesa de Tarazona, etc.[18] Le sucedió su hijo:

- Carlos Fitz-James Stuart y Martínez de Irujo, XIII conde de Fuentes de Valdepero,[20] XVII conde de Monterrey,[21] grande de España, XIX duque de Alba,[22] XIII marqués de Tarazona, etc.